# 1684
1684 (MDCLXXXIV) byl rok, který dle gregoriánského kalendáře započal sobotou.

## Události
- Zbořena rotunda sv. Klimenta na Levém Hradci

### Probíhající události
- 1652–1689 – Rusko-čchingská válka
- 1683–1684 – Válka reunií
- 1683–1699 – Velká turecká válka

## Narození

### Česko
- 16. února – Bohuslav Matěj Černohorský, český hudební skladatel, kněz, varhaník, hudební skladatel období baroka († 1. července 1742)
- ? – Jan Ferdinand Schachtel, český zlatník a klenotník († 2. září 1766)

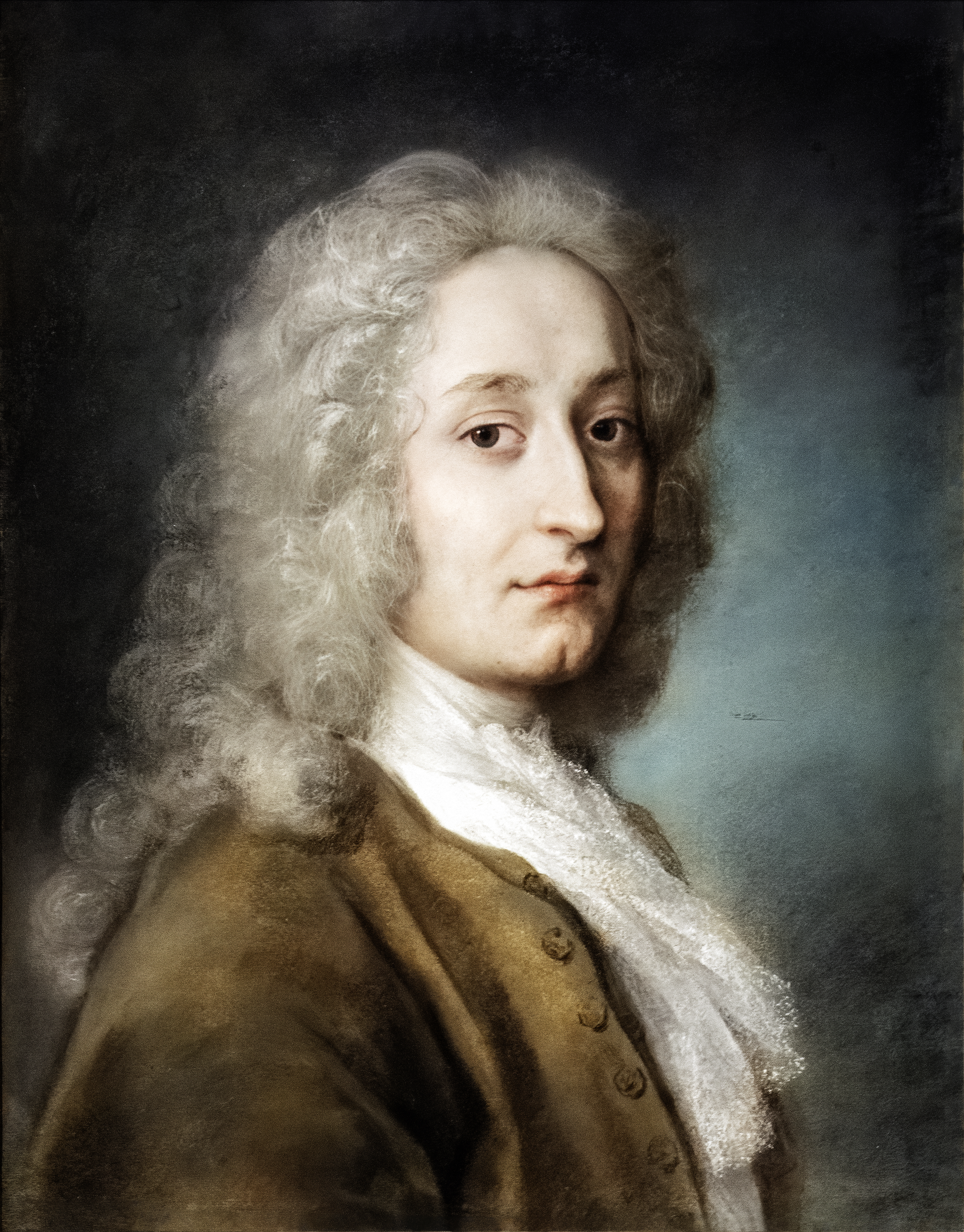
Antoine Watteau (* 10. října)

### Svět
- 24. ledna – Karel Alexandr Württemberský, německý vojevůdce a württemberský vévoda († 12. března 1737)
- 24. února – Matyáš Bernard Braun, barokní sochař († 15. února 1738)
- 22. března – Matej Bel, slovenský polyhistor, encyklopedista, filozof a spisovatel († 29. srpna 1749)
- 31. března – Francesco Durante, italský hudební skladatel († 30. srpna 1755)
- 15. dubna – Kateřina I. Ruská, ruská carevna († 17. května 1727)
- 5. května – Františka Šarlota d'Aubigné, vévodkyně z Noailles († 6. října 1739)
- 27. května – Wilhelm Reinhard von Neipperg, rakouský polní maršál († 26. května 1774)
- 22. června – Francesco Onofrio Manfredini, italský houslista a hudební skladatel († 6. října 1762)
- 10. října – Jean-Antoine Watteau, francouzský rokokový malíř († 18. července 1721)
- 11. listopadu – Michail Michajlovič Golicyn, ruský admirál († 5. června 1764)
- 27. listopadu – Jošimune Tokugawa, osmý šógun období Edo († 12. července 1751)
- 3. prosince – Ludvig Holberg, norský spisovatel a historik († 28. června 1754)
- ? – Marianna Benti Bulgarelli, italská operní zpěvačka-sopranistka († 26. února 1734)

## Úmrtí
Česko
- 27. srpna – Augustin Strobach, český jezuita a misionář (* 12. března 1646)

Svět
- 12. února – Pietro Andrea Ziani, italský varhaník a hudební skladatel (* 21. prosince 1616)
- 20. března – Claude Bazin de Bezons, francouzský právník a politik (* 1617)
- 5. dubna – Karel Eusebius z Lichtenštejna, hlava rodu Lichtenštejnů v letech 1627–1684 (* 11. dubna 1611)
- 12. května – Edme Mariotte, francouzský kněz a fyzik (* 1620)
- 26. července – Elena Lucrezia Cornaro Piscopia, první ženou v historii, která získala univerzitní titul (* 5. června 1646)
- 9. srpna – Centurio Wiebel, malíř v Saském kurfiřtství (* 23. ledna 1616)
- 1. října – Pierre Corneille, francouzský spisovatel (* 6. června 1606)
- 22. října – Carlo Lurago, italský architekt a sochař (* 1615)
- 10. září – Johann Rosenmüller, německý barokní hudební skladatel (* 1619)
- ? – Pieter de Hooch, nizozemský malíř (* 1629)

## Hlavy států
- Anglie – Karel II. (1660–1685)
- Francie – Ludvík XIV. (1643–1715)
- Habsburská monarchie – Leopold I. (1657–1705)
- Osmanská říše – Mehmed IV. (1648–1687)
- Polsko-litevská unie – Jan III. Sobieski (1674–1696)
- Rusko – Ivan V. (1682–1696) a Petr I. Veliký (1682–1725)
- Španělsko – Karel II. (1665–1700)
- Švédsko – Karel XI. (1660–1697)
- Papež – Inocenc XI. (1676–1689)
- Perská říše – Safí II.